# Бьюгн
Бьюгн (норв. Bjugn) — коммуна в губернии Сёр-Трёнделаг в Норвегии. Административный центр коммуны — город Ботнгорд. Официальный язык коммуны — букмол. Население коммуны на  год составляло 4604 чел. Площадь коммуны Бьюгн — 383,78 км², код-идентификатор — 1627.

## История населения коммуны
Население коммуны за последние 60 лет.

Статистика коммуны Бьюгн